# 莫妮卡·羅舒
莫妮卡·羅舒（羅馬尼亞語：Monica Roşu，1987年5月11日—）是一位羅馬尼亞體操選手，也是奧運金牌得主。羅舒從4歲時開始練習體操，並在2004年雅典奧運中奪得奧運女子體操跳馬金牌，於2005年退休。